# STS-100
STS-100 – misja amerykańskiego wahadłowca Endeavour do Międzynarodowej Stacji Kosmicznej. Załoga statku kosmicznego z powodzeniem wykonała główne zadanie, tj. dostarczyła, zainstalowała i przetestowała urządzenie Canadarm2.
Był to szesnasty lot promu kosmicznego Endeavour i sto czwarty programu lotów wahadłowców.

## Załoga
źródło
- Kent V. Rominger (5)* – dowódca misji
- Jeffrey S. Ashby (2) – pilot
- Chris Hadfield (2) – specjalista misji 1 (Kanada)
- Scott Parazynski (4) – specjalista misji 3
- John L. Phillips (1) – specjalista misji 2
- Umberto Guidoni (2) – specjalista misji 4 (Włochy)
- Jurij Walentinowicz Łonczakow (1) – specjalista misji 5 (Rosja)

*(liczba w nawiasie oznacza liczbę lotów odbytych przez każdego z astronautów)

## Parametry misji
- Masa:
  - startowa orbitera: 103 506 kg
  - lądującego orbitera: 99 742 kg
  - ładunku:  4899 kg
- Perygeum: 377 km[4]
- Apogeum: 394 km[4]
- Inklinacja: 51,6°[4]
- Okres orbitalny: 92,3 min[4]

## Dokowanie do ISS
- Połączenie z ISS: 21 kwietnia 2001, 13:59:00 UTC
- Odłączenie od ISS: 29 kwietnia 2001, 17:34:00 UTC
- Łączny czas dokowania: 8 dni 3 godzin 35 minut

## Spacery kosmiczne
- Ch. Hadfield i S. Parazynski – EVA 1

Początek EVA 1: 22 kwietnia 2001 – 11:45 UTC
Koniec EVA 1: 22 kwietnia – 18:55 UTC
Łączny czas trwania: 7 godzin 10 minut
- Ch. Hadfield i S. Parazynski – EVA 2

Początek EVA 2: 24 kwietnia 2001 – 12:34 UTC
Koniec EVA 2: 24 kwietnia – 20:14 UTC
Łączny czas trwania: 7 godzin 40 minut

## Cel misji
Dziewiąty lot wahadłowca na stację kosmiczną ISS – dostarczenie pierwszej części manipulatora SSRMS. Dostawa zapasów na stację w module MPLM Raffaello.